# غابرييلا دابروفسكي
غابرييلا دابروفسكي (بالإنجليزية: Gabriela Dabrowski) مواليد 1 أبريل 1992 في أوتاوا، هي لاعبة كرة مضرب كندية بدأت مسيرتها كمحترفة سنة 2011 تلعب باليد اليمنى وتحتل حالياً المرتبة رقم. 346 (8 فبراير 2016) في تصنيف رابطة محترفات كرة المضرب. أعلى تصنيف لها في الفردي كان المركز الـ 164 في سنة 2014.

## روابط خارجية
- غابرييلا دابروفسكي على موقع رابطة محترفات التنس (الإنجليزية)
- غابرييلا دابروفسكي على موقع الاتحاد الدولي لكرة المضرب (الإنجليزية)
- غابرييلا دابروفسكي على موقع كأس بيلي جين كينغ (الإنجليزية)
- غابرييلا دابروفسكي على موقع بطولة ويمبلدون (الإنجليزية)
- غابرييلا دابروفسكي على موقع خلاصة التنس.كوم (الإنجليزية)
- غابرييلا دابروفسكي على موقع إي إس بي إن.كوم (الإنجليزية)
- غابرييلا دابروفسكي على موقع اللجنة الأولمبية الدولية (الإنجليزية)
- غابرييلا دابروفسكي على موقع أوليمبيديا (الإنجليزية)
- غابرييلا دابروفسكي على موقع اللجنة الأولمبية الكندية (الإنجليزية)